# Saint-Vivien-de-Monségur
Saint-Vivien-de-Monségur é uma comuna francesa na região administrativa da Nova Aquitânia, no departamento da Gironda. Estende-se por uma área de 15,65 km². Em 2010 a comuna tinha 380 habitantes (densidade: 24,3 hab./km²).